# Casiopea

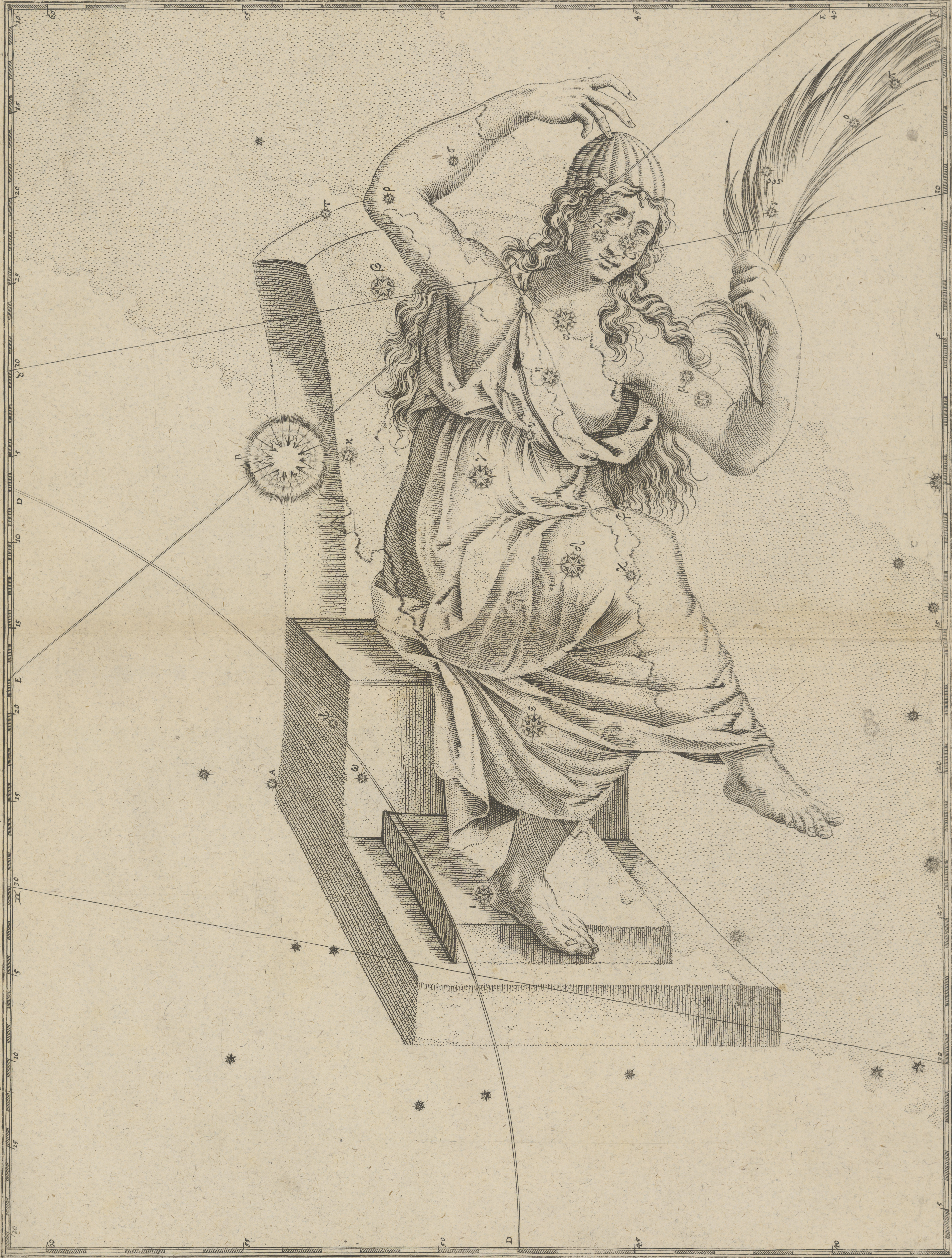
Casiopea. Ilustración para la Uranometria de Johann Bayer. 1661.

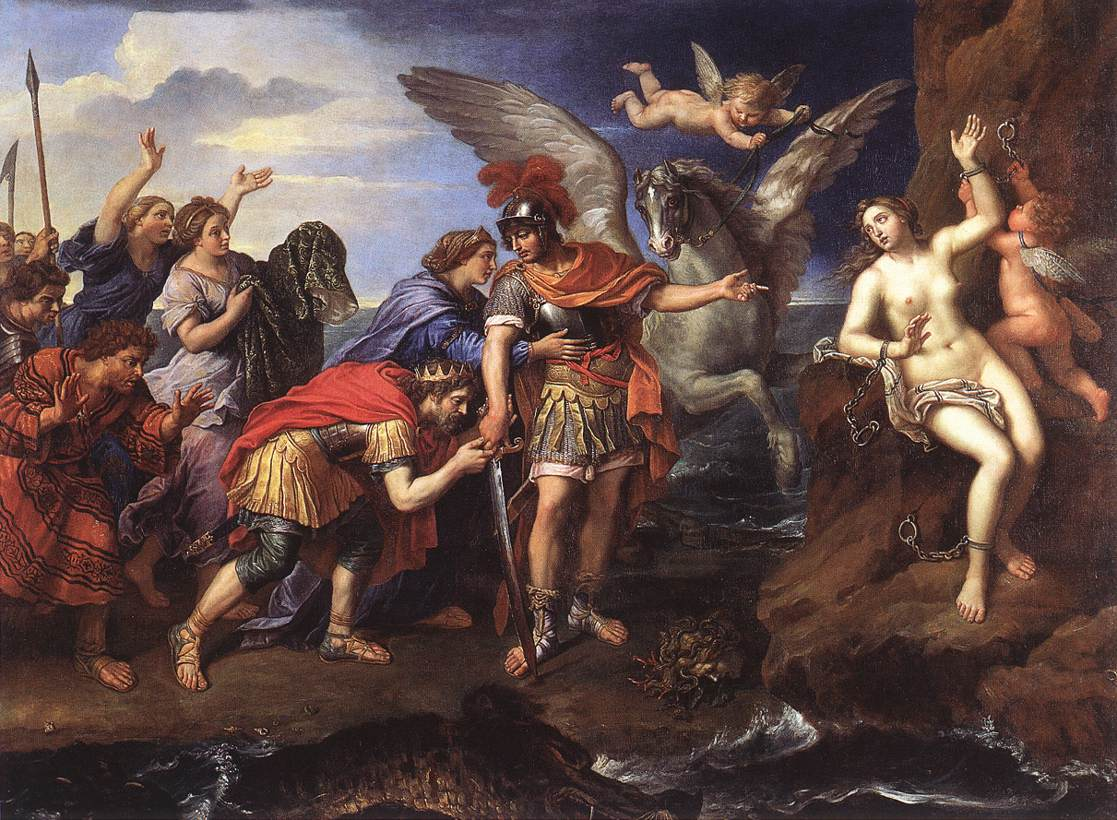
El rey de Etiopía Cefeo y Casiopea la reina dan gracias a Perseo por liberar a su hija Andrómeda, La Délivrance d'Andromède (1679) Pierre Mignard, Louvre

En la mitología griega, Casiopea, Casiepea o Casíope (en griego antiguo Κασσιέπεια o Κασσιόπεια) era una reina que pertenece a la estirpe de los Agenóridas. Existen diferentes tradiciones sobre ella, que la sitúan en reinos lejanos de la Hélade, como una reina de Etiopía, Fenicia o Egipto. 

## Mitos

### Casiopea de Etiopía
La versión más común la considera esposa del rey Cefeo de Etiopía y madre con él de Andrómeda, cuya belleza ella ensalzaba por encima de la de las Nereidas o, según otra versión, era Casiopea misma la que se jactaba de ser superior en belleza a las Nereidas. Este orgullo fue la causa de su desgracia, al provocar la ira de Poseidón, que envió al monstruo marino Ceto a devastar el reino. Tratando de salvar Etiopía, Cefeo y Casiopea consultaron a un oráculo, que les indicó que el único modo de apaciguar al dios del mar era ofrecerle a su hija en sacrificio. Andrómeda fue despojada de sus ropas y encadenada a una roca al borde del mar, a la espera de morir a manos de Ceto. Sin embargo, el héroe Perseo, que regresaba de matar y decapitar a Medusa, se enamoró de la joven cautiva y utilizó la cabeza del monstruo para vencer a Ceto convirtiéndolo en coral, con lo que salvó la vida de Andrómeda y, finalmente, se casó con ella.
No queriendo dejar a Casiopea sin castigo, Poseidón la situó en los cielos atada a una silla en una posición tal que, al rotar la bóveda celeste, queda cabeza abajo la mitad del tiempo. La constelación de Casiopea se asemeja a este trono, que originalmente representaba un instrumento de tortura. Casiopea no siempre se representa atada a la silla como tormento; en algunas imágenes posteriores sostiene un espejo, símbolo de su vanidad, mientras que en otras sostiene una hoja de palma, un simbolismo que no está esclarecido.
 Al menos una fuente la denomina como Yope, nombre epónimo (de Jaffa), y la imagina una hija de Eolo Y otra fuente dice que Casiopea era una ninfa.

### Casiopea de Fenicia
Otra tradición, que parece más antigua, la considera esposa de Fénix, el epónimo de Fenicia. Es hija de otro héroe epónimo, Árabo. Dice el Catálogo de mujeres de los hijos de Fénix y Casiepea fueron Cílix, Fineo, Doriclo y, nominalmente, Atimno; pero Atimno era en realidad hijo de Zeus. Por este bello muchacho lucharon Minos, Radamantis y Sarpedón. A esta Casiopea también se la relaciona con la maternidad de Carme, a pesar de que esta muchacha es por lo general citada como hija del cretense Eubuleo. Se dice que Zeus, adoptando la forma de su esposo Fénix, sedujo a Casiopea y ella le alumbró a un muchacho, Anquino.

### Casiopea de Egipto
Finalmente existe una tercera versión, en donde Casiopea era la esposa de Épafo, rey de Egipto. Zeus ordenó a Épafo, a quien había engendrado de Ío, construir ciudades en Egipto y reinar allí. Primero fundó Menfis y después otras muchas. De su esposa Casiopea engendró a su hija Libia, de quien esa tierra recibió el nombre.